# 예스폼
예스폼은 대한민국의 웹사이트이다. 2000년 1월에 서비스를 시작한 예스폼은 인터넷을 통하여 문서/서식 포털서비스를 제공하고 있다.

## 주요 서비스
디지털 콘텐츠
- 비즈니스 예문
- 엑셀서식
- 파워포인트서식
- 사업계획서
- 계약서
- 취업문서(이력서, 자기소개서)
- 부서별 실무서식
- 업종별서식
- 디자인서식
- 리포트/논문
- 기업 표준서식
- 회사 표준사규집
- 문서작성 콘텐츠
- 문서공유 서비스
- 메일인사말
- 예스폼 쇼핑몰
- 도서출판 예스폼
- 영문서식
- 서식사전